# 佐用郡
佐用郡（日语：／ Sayō gun */?）是位于日本兵庫縣西部郡。
現轄有以下1町：
- 佐用町

過去的範圍現全屬佐用町。

## 歷史
過去屬於播磨國轄下的郡，在19世紀末江戶時代結束之際，佐用郡大部分區域屬於三日月藩領地，另有部分區域屬於安志藩和幕府直轄領地。
隨著1868年幕府的結束及接著實施的廢藩置縣政策，郡內各地曾先後分屬兵庫縣、生野縣、三日月縣、安志縣管轄，直到1871年才全數整併為姬路縣的轄區，1876年再次整併到兵庫縣內。
1879年實施郡區町村編制法，佐用郡正式的成為近代的行政區劃，郡役所設於佐用村（位於現在的佐用町主要市區）。

### 年表

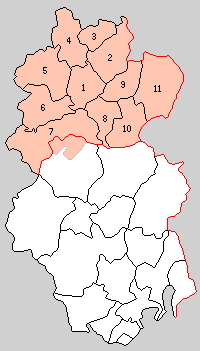
1896年時佐用郡轄下的行政區劃
1.佐用村 2.長谷村 3.平福村 4.江川村 5.幕山村 6.西庄村 7.久崎村 8.中安村 9.德久村 10.大廣村 11.三日月村
（橙色：現屬佐用町）

- 1889年04月1日：實施町村制，下設：佐用村、長谷村（日语：長谷村 (兵庫県佐用郡)）、平福村、江川村（日语：江川村 (兵庫県)）、幕山村（日语：幕山村）、西村、久崎村、中安村（日语：中安村）、德久村（日语：徳久村）、大廣村（日语：大広村）、三日月村。（11村）
- 1896年04月1日：（12村）
  - 岡山縣吉野郡石井村（日语：石井村 (兵庫県)）改隸屬本郡。
  - 岡山縣吉野郡讃甘村（日语：讃甘村）的中山地區被併入江川村。
- 1896年7月1日：實施郡制（日语：郡制），設立郡參事會（日语：郡参事会）。
- 1923年04月1日：廢除郡會和郡參事會。
- 1926年07月1日：廢除郡役所，此後郡不再作為行政區劃，只作為地名的表示。
- 1928年10月1日：（2町10村）
  - 佐用村改制為佐用町。
  - 平福村改制為平福町（日语：平福町）。
- 1934年04月1日：三日月村改制為三日月町。（3町9村）
- 1940年03月1日：久崎村改制為久崎町（日语：久崎町）。（4町8村）
- 1955年03月1日：佐用町、長谷村、平福町、石井村、江川村合併為新設立的佐用町。（3町5村）
- 1955年3月25日：（4町3村）
  - 赤穗郡赤松村（日语：赤松村 (兵庫県)）被廢除，部分區域被併入久崎町。
  - 幕山村和西村合併為上月町。
- 1955年3月31日：大廣村和三日月町合併為新設立的三日月町。（4町2村）
- 1955年7月20日：中安村、德久村和宍粟郡三河村（日语：三河村 (兵庫県)）合併為南光町。（5町）
- 1958年06月15日：上月町和久崎町合併為新設立的上月町。（4町）
- 2005年10月1日：佐用町、上月町、南光町、三日月町合併為新設立的佐用町。（1町）

### 變遷表
| 1889年4月1日       | 1889年-1926年             | 1926年-1944年             | 1944年-1954年             | 1954年-1989年          | 1954年-1989年          | 1989年-現在          | 現在                 |
| ------------------ | ------------------------- | ------------------------- | ------------------------- | ---------------------- | ---------------------- | -------------------- | -------------------- |
| 岡山縣吉野郡石井村 | 1896年4月1日 佐用郡石井村 | 1896年4月1日 佐用郡石井村 | 1896年4月1日 佐用郡石井村 | 1955年3月1日 佐用町    | 1955年3月1日 佐用町    | 2005年10月1日 佐用町 | 2005年10月1日 佐用町 |
| 佐用村             | 佐用村                    | 1928年10月1日 佐用町      | 1928年10月1日 佐用町      | 1955年3月1日 佐用町    | 1955年3月1日 佐用町    | 2005年10月1日 佐用町 | 2005年10月1日 佐用町 |
| 長谷村             |                           |                           |                           | 1955年3月1日 佐用町    | 1955年3月1日 佐用町    | 2005年10月1日 佐用町 | 2005年10月1日 佐用町 |
| 平福村             | 平福村                    | 1928年10月1日 平福町      | 1928年10月1日 平福町      | 1955年3月1日 佐用町    | 1955年3月1日 佐用町    | 2005年10月1日 佐用町 | 2005年10月1日 佐用町 |
| 江川村             |                           |                           |                           | 1955年3月1日 佐用町    | 1955年3月1日 佐用町    | 2005年10月1日 佐用町 | 2005年10月1日 佐用町 |
| 幕山村             | 幕山村                    | 幕山村                    | 幕山村                    | 1955年3月25日 上月町   | 1958年6月15日 上月町   | 2005年10月1日 佐用町 | 2005年10月1日 佐用町 |
| 西村               |                           |                           |                           | 1955年3月25日 上月町   | 1958年6月15日 上月町   | 2005年10月1日 佐用町 | 2005年10月1日 佐用町 |
| 久崎村             | 久崎村                    | 1940年3月1日 久崎町       | 1940年3月1日 久崎町       | 1940年3月1日 久崎町    | 1958年6月15日 上月町   | 2005年10月1日 佐用町 | 2005年10月1日 佐用町 |
| 大廣村             | 大廣村                    | 大廣村                    | 大廣村                    | 1955年3月31日 三日月町 | 1955年3月31日 三日月町 | 2005年10月1日 佐用町 | 2005年10月1日 佐用町 |
| 三日月村           | 三日月村                  | 1934年4月1日 三日月町     | 1934年4月1日 三日月町     | 1955年3月31日 三日月町 | 1955年3月31日 三日月町 | 2005年10月1日 佐用町 | 2005年10月1日 佐用町 |
| 中安村             | 中安村                    | 中安村                    | 中安村                    | 1955年7月20日 南光町   | 1955年7月20日 南光町   | 2005年10月1日 佐用町 | 2005年10月1日 佐用町 |
| 德久村             |                           |                           |                           | 1955年7月20日 南光町   | 1955年7月20日 南光町   | 2005年10月1日 佐用町 | 2005年10月1日 佐用町 |
| 宍粟郡三河村       |                           |                           |                           | 1955年7月20日 南光町   | 1955年7月20日 南光町   | 2005年10月1日 佐用町 | 2005年10月1日 佐用町 |